# Eduard Krah
Eduard Krah (* 17. Oktober 1820 zu Paterswalde; † 2. August 1896 in Insterburg) war ein deutscher Gymnasiallehrer und Altphilologe in Ostpreußen.

## Leben
Krah kam in früher Jugend nach Braunsberg, wohin der Vater als evangelischer Pfarrer berufen worden war. Nach dessen Tod besuchte er ab 1828 das dortige Gymnasium. Ab 1838 studierte er an der Albertus-Universität Königsberg zunächst Rechtswissenschaft, dann Philologie. 1839 wurde er in der Corpslandsmannschaft Normannia aktiv. Er bestand im Mai 1843 die Prüfung pro facultate docendi und wurde im selben Jahr in Königsberg zum Dr. phil. promoviert. Das Probejahr leistete er am Kneiphöfischen Gymnasium bis Ostern 1844 ab. An der Löbenichtschen höheren Bürgerschule war er bis Februar 1845 Hilfslehrer. Vertretungsweise kam er an das Gymnasium Gumbinnen. Ab April 1846 war er Lehrer am Altstädtischen Gymnasium in Königsberg. Vom Insterburger Magistrat gewählt und durch die königliche Kabinetsordre vom 8. November 1857 bestätigt, war Krah 29 Jahre Direktor des Gymnasiums und des Realgymnasiums. Er trat im Dreikaiserjahr in den Ruhestand und starb im 76. Lebensjahr.

## Schriften
- De fixis quae dicuntur deorum et heroum epithetis. Königsberg 1852.[3]
- Specimen grammaticae Livianae. Insterburg 1859.[4]
- Curtius als Schullektüre. Eine Skizze. 1. Teil, Insterburg 1870.[4]
- Curtius als Schullektüre. Eine Skizze. 2. Teil, Insterburg 1871.[4]
- Beiträge zur Syntax des Curtius. 1. Teil, Insterburg 1886.[4]
- Beiträge zur Syntax des Curtius. 2. Teil, Insterburg 1887.[4]